# ایرلندی کهن
ایرلندی کهن (Goídelc ; ایرلندی: Sean-Ghaeilge ; گیلی اسکاتلندی: Seann Ghàidhlig ; مانکس: Shenn Yernish یا Shenn Ghaelg؛ ایرلندی قدیم: ᚌᚑᚔᚇᚓᚂᚉ) که گاهی گلیک قدیمی نامیده می‌شود، قدیمی‌ترین شکل زبان‌های گیلیک‌تبار است که متون کتبی گسترده‌ای بر پایه آن موجود است.